# مؤسسه قلب آسیا
موسسه قلب آسیا (به انگلیسی: Asian Heart Institute) بیمارستانی  در شهر بمبئی هند است  و دارای ۲۵۰ تخت است.